# Foreston
Foreston é uma cidade localizada no estado americano de Minnesota, no Condado de Mille Lacs.

## Demografia
Segundo o censo americano de 2000, a sua população era de 389 habitantes.
Em 2006, foi estimada uma população de 538, um aumento de 149 (38.3%).

## Geografia
De acordo com o United States Census Bureau tem uma área de
3,7 km², dos quais 3,7 km² cobertos por terra e 0,0 km² cobertos por água. Foreston localiza-se a aproximadamente 320 m acima do nível do mar.

## Localidades na vizinhança
O diagrama seguinte representa as localidades num raio de 20 km ao redor de Foreston.